# Szolcsányi János

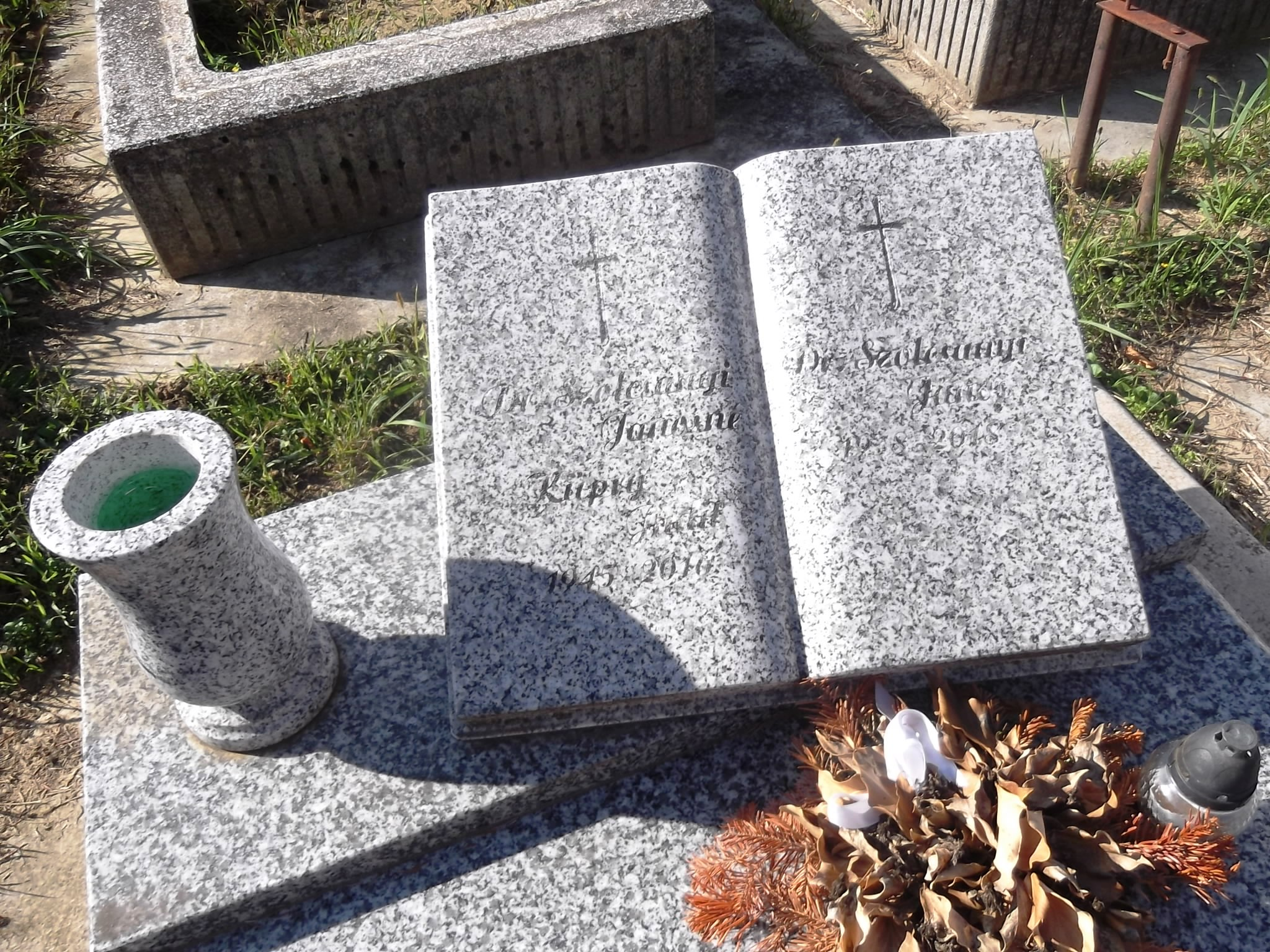
Szolcsányi János sírja a Pécsi Köztemetőben. Parcella XVIII. Sor 24. Sírhely 11

Szolcsányi János (Budapest, 1938. február 24. – Pécs, 2018. november 5.) Széchenyi-díjas magyar orvos, farmakológus, egyetemi tanár, a Magyar Tudományos Akadémia rendes tagja. Kutatási területe a fájdalomcsillapítók és a gyulladásgátlók farmakológiája. Nevéhez fűződik számos gyógyszer kidolgozása. 1991 és 2000 között a Pécsi Orvostudományi Egyetem, majd 2004-ig a Pécsi Tudományegyetem tudományos rektorhelyettese.

## Életpályája
1956-ban érettségizett, majd beiratkozott a Szegedi Orvostudományi Egyetemre. Itt szerzett orvosdiplomát 1962-ben. Ennek megszerzése után az egyetem Gyógyszertani Intézetén kapott gyakornoki állást. 1964-ben tudományos segédmunkatársi beosztásba került. 1966-tól tudományos munkatársként, 1968-tól tanársegédként dolgozott. 1970-ben átment a Pécsi Orvostudományi Egyetem (ma a Pécsi Tudományegyetem része) Gyógyszertani Intézetébe (ma: Farmakológiai és Farmakoterápiás Intézet). Itt tanársegédként kezdett el dolgozni. 1977-ben adjunktusi, 1984-ben egyetemi docensi, 1990-ben egyetemi tanári kinevezést kapott. 1994-ben tanszékvezetői megbízást kapott. Emellett 1991-ben az egyetem tudományos rektorhelyettesévé választották. A 2000-es egyetemi átszervezés után, amikor az orvosi egyetemet integrálták a Pécsi Tudományegyetembe, megtarthatta rektorhelyettesi tisztségét. Tanszékvezetői megbízása 2003-ig, rektorhelyettesi megbízása 2004-ig tartott. 2008-ban professor emeritusi címet kapott. Emellett hosszú évekig az MTA és a Pécsi Tudományegyetem közös Neurofarmakológiai Kutatócsoportjának vezetője volt. 2000 és 2003 között Széchenyi professzori ösztöndíjjal kutatott. Számos helyen volt vendégprofesszor, illetve vendégkutató: King’s College (London, 1965), Észak-karolinai Egyetem (1977–1978), Max Planck Intézet (Bad Nauheim, 1982–1987), Heidelbergi Egyetem (1985), Sandoz Orvostudományi Intézet (London, 1988–1992).
1977-ben védte meg az orvostudományok kandidátusi, 1987-ben akadémiai doktori értekezését. Az MTA III. Számú Doktori Bizottságának, az Elméleti Orvostudományi Bizottságnak lett tagja, mindkét bizottságnak elnöke is volt. A Pécsi Akadémiai Bizottság 2005-ben választotta elnökévé. Közben 1995-ben a Magyar Tudományos Akadémia levelező, 2001-ben pedig rendes tagjává választották. Akadémiai tisztségei mellett az Országos Doktori és Habilitációs Tanács vezetőségének tagja volt, emellett a Magyar Fájdalom Társaság, a Magyar Kísérletes és Klinikai Farmakológiai Társaság elnöke és a Magyar Idegtudományi Társaság elnökségi tagja. 1996–1997-ben az Országos Tudományos Kutatási Alap élettani bizottságának elnöke volt. Az Experimental and Clinical Gastroenterology és a Neurobiology szerkesztőbizottságába is bekerült.

## Munkássága
Fő kutatási területe a fájdalomcsillapítók és a gyulladásgátlók farmakológiája, valamint a capsaicinmolekula vegyi és farmakológiai hatásai voltak.
Azon fájdalomcsillapító gyógyszerek körében, amelyek a fájdalomérzések receptoraira ható új hatásmechanizmust fejtenek ki, bizonyította a capsaicin mint vezetőmolekula szelektív hatását. Nevéhez fűződik a capsaicin alkalmazása egyes fiziológiai (fájdalomérzés, hőreguláció) és kórélettani (gyulladás, gyomorfekély) mechanizmusok és új típusú idegválaszok felderítésére. Felfedezte a szenzoros-efferens reflex nélkül működő kettősfunkciójú idegszabályozó rendszert, valamint kutatta annak farmakológiáját. Részt vett több gyógyszer kidolgozásában, például 1965-ben a Thymoxamine, 1990-ben a Setastin, illetve 1998-ban felfedezte a szomatosztatin analógok gyulladásgátló hatását, ezt szabadalomban írta le.

## Díjai, elismerései
- Ernst Jenő-pályadíj (1981)
- Helsinki Egyetem Érem (1993)
- Szent-Györgyi Albert-díj (1994)
- Szöul Nemzeti Egyetem Emlékplakett (1996)
- Batthyány-Strattmann László-díj (1997)
- id. Issekutz Béla-emlékérem (1998)
- Ipolyi Arnold-díj (1999, OTKA)
- Jancsó Miklós-emlékérem (2003)
- Széchenyi-díj (2003)
- Vályi-Nagy Tibor-díj (2004)
- A Magyar Köztársasági Érdemrend középkeresztje (2008)

## Főbb publikációi
- Direct Evidence for Neurogenic Inflammation and its Prevention by Denervation and by Pretreatment with Capsaicin (társszerző, 1967)
- Mitochondrial Changes in Preoptic Neurones after Capsaicin Desensitization of the Hypothalamic Thermodetectors in Rats (társszerző, 1971)
- Sensory Effects of Capsaicin Congeners I. (társszerző, 1978)
- Capsaicin Type Pungent Agents Producing Pyrexia (1982)
- Antidromic Vasodilatation and Neurogenic Inflammation (társszerk., 1984)
- Sensory Neuronspecific Actions of Capsaicin: Mechanism and Application (társszerző, 1990)
- Actions of Capsaicin on Sensory Receptors (1993)
- Capsaicin és az érző receptorok kettős működése (1996)
- Mózsik Gyula–O. M. E. Abdel-Salam–Szolcsányi János: Capsaicin-sensitive afferent nerves in gastric mucosal damage and protection; Akadémiai, Bp., 1997
- Új célmolekulák és idegi mechanizmusok a fájdalomcsillapító és gyulladásgátló gyógyszerek kutatásában (2001)
- Általános farmakológia, gyógyszerrendeléstan. Egyetemi jegyzet; szerk. Pethő Gábor, Szolcsányi János, Barthó Loránd; PTE ÁOK Farmakológiai és Farmakoterápiai Intézet, Pécs, 2003